# Henning von Tresckow
Henning Hermann Robert Karl von Tresckow (ur. 10 stycznia 1901 w Magdeburgu, zm. 21 lipca 1944) – niemiecki wojskowy, generał major Wehrmachtu.

## Życiorys
Wychowywał się w rodzinnym majątku Wartenberg (dziś Chełm Dolny). W czasie I wojny światowej był ochotnikiem. W 1926 rozpoczął służbę w Reichswehrze. W chwili wybuchu wojny był oficerem sztabowym 228. Dywizji Piechoty, z którą brał udział w ataku na Polskę (walczył też we Francji). Następnie był oficerem sztabu Grupy Armii Środek, walczącej na terenie ZSRR. Awansowany do stopnia generalmajora, objął stanowisko szefa sztabu 2 Armii. Podpisał rozkaz wywozu słowiańskich dzieci do III Rzeszy w ramach Heuaktion.
Od pierwszych dni wojny opowiadał się za usunięciem Hitlera, uczestniczył w próbach zorganizowania zamachu na führera. Dzień po nieudanym zamachu w Gierłoży popełnił samobójstwo używając granatu ręcznego, aby uniknąć aresztowania.

## Odznaczenia
- Krzyż Żelazny I Klasy (Cesarstwo Niemieckie)[4]
- Czarna Odznaka za Rany (Cesarstwo Niemieckie)[4]
- Złoty Krzyż Niemiecki[4]